# Xylophanes rothschildi
Espèce
Xylophanes rothschildi est une espèce de lépidoptères de la famille des Sphingidae, de la sous-famille des Macroglossinae, tribu des Macroglossini, sous-tribu des Choerocampina, et du genre Xylophanes.

## Description
L' envergure varie de 63 à 72 mm. Le dessus des ailes antérieures est vert avec une lueur bleutée. La base des ailes est également verte, mais a une couleur plus profonde. Le dessus des ailes postérieures est presque noir avec une bande médiane rose-orange discrète.

## Biologie
Les adultes volent toute l'année.
- Les chenilles se nourrissent probablement des espèces de Rubiaceae et de Malvaceae.

## Distribution et habitat
Distribution
L'espèce est connue en Colombie, en Équateur, au Pérou et au sud de la Bolivie.

## Systématique
L'espèce Xylophanes rothschildi a été décrite par l'entomologiste français Paul Dognin en 1895 sous le nom initial de Theretra rothschildi. Elle est dédiée au naturaliste britannique Lionel Walter Rothschild.
- La localité type est Loja, en Equateur.

### Synonymie
- Theretra rothschildi Dognin, 1895 protonyme